# Kerry Reid
Kerry Ann Melville Reid MBE (Mosman, 7 de agosto de 1947) é uma ex-tenista profissional australiana.

## Grand Slam finais

### Simples: 3 (1 título, 2 vices)
| Posição | Ano            | Campeonato          | Piso  | Oponente         | Placar   |
| ------- | -------------- | ------------------- | ----- | ---------------- | -------- |
| Vice    | 1970           | Aberto da Austrália | Grama | Margaret Court   | 6–3, 6–1 |
| Vice    | 1972           | US Open             | Grama | Billie Jean King | 6–3, 7–5 |
| Campeã  | 1977 (Janeiro) | Aberto da Austrália | Grama | Dianne Fromholtz | 7–5, 6–2 |

### Duplas: 15 (3 títulos, 5 vices)
| Posição | Ano         | Campeonato          | Piso  | Parceira        | Oponentes                               | Placar                              |
| ------- | ----------- | ------------------- | ----- | --------------- | --------------------------------------- | ----------------------------------- |
| Campeã  | 1968        | Aberto da Austrália | Grama | Karen Krantzcke | Judy Tegart Dalton Lesley Turner Bowrey | 6–4, 3–6, 6–2                       |
| Vice    | 1970        | Aberto da Austrália | Grama | Karen Krantzcke | Margaret Court Judy Tegart Dalton       | 6–3, 6–1                            |
| Vice    | 1973        | Aberto da Austrália | Grama | Kerry Harris    | Margaret Court Virginia Wade            | 6–4, 6–4                            |
| Vice    | 1977 (Jan.) | Aberto da Austrália | Grama | Betsy Nagelsen  | Helen Gourlay Dianne Fromholtz          | 5–7, 6–1, 6–4                       |
| Campeã  | 1977 (Dez.) | Aberto da Austrália | Grama | Mona Guerrant   | Evonne Goolagong Helen Gourlay          | título compartilhado devido à chuva |
| Campeã  | 1978        | Wimbledon           | Grama | Wendy Turnbull  | Mima Jaušovec Virginia Ruzici           | 4–6, 9–8(10), 6–3                   |
| Vice    | 1978        | US Open             | Duro  | Wendy Turnbull  | Billie Jean King Martina Navrátilová    | 7–6, 6–4                            |